# Нолійська республіка
Нолійська республіка (італ. Repubblica di Noli; ліг. Repubbrica de Nöi) — незалежна італійська олігархічна республіка з центром у портовому місті Нолі в Лігурії, яка існувала в 1192—1797 роках.
Утворена в 1192 році шляхом відокремлення від Маркграфства Фінале, коли муніципалітет Нолі під протекторатом Генуезької республіки викупив у маркграфів Фінале з роду дель Карретто феодальні права на місто. Республіка також домоглась релігійної автономії, отримавши в XIII столітті від Папи Римського власну єпархію. В XII—XIV століттях Нолі була однією з італійських торгових морських республік наряду з Амальфі, Анконою, Гаетою, Генуєю, Пізою, Рагузою та Венецією, але з закінченням доби Хрестових походів наприкінці XIV століття її торгова морська потуга занепала і місто перетворилось на поселення рибалок.

## Історія (1192—1797)

### Народження республіки

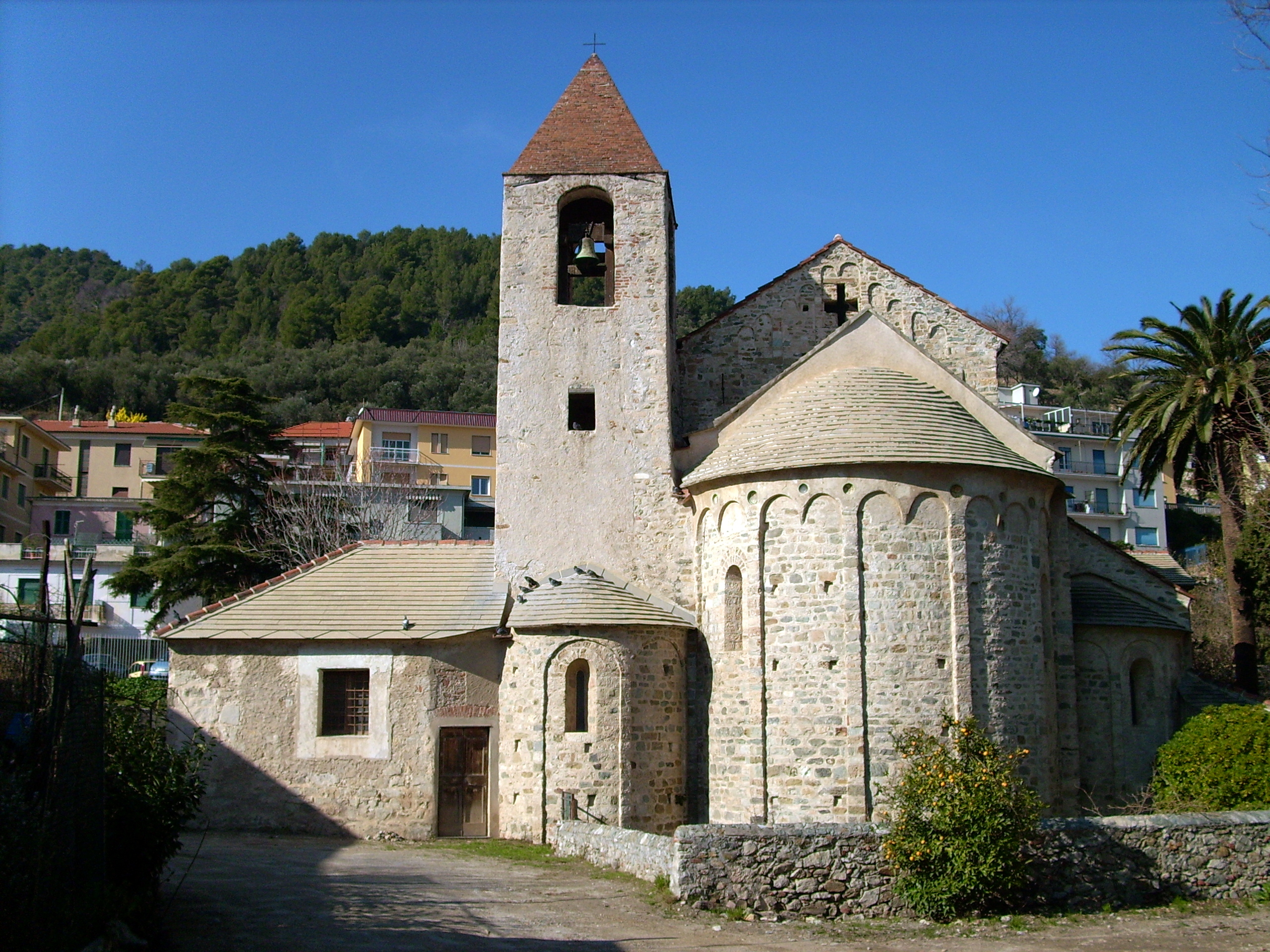
Апсида собору Сан-Перагоріо в Нолі, в якому народилась республіка

Нолійська республіка народилась 7 серпня 1192 року, коли в місцевій церкві Сан-Парагоріо Енріко II дель Коретто уклав угоду про продаж муніципалітету Нолі замку Сеньо та інших своїх феодальних прав на це місто.
Імператор Священної Римської імперії і король Сицилії Генріх VI у 1196 році затвердив ці права в акті, яким підтвердив автономію республіки Нолі з олігархічною формою правління, органами якої були Подеста, Рада консулів і Рада голів Палати.
Мініатюрна республіка простягалася між Капо-Нолі та Пунта-дель-Весковадо з селами Возе та Тоссе. В найкращі часи до скаладу республіки входили також сусідні території Вадо, Малларе, Орко, Сеньйо та острівець Берджеджі. На заході республіка межувала з маркграфством Фінале і прикордонна охорона розміщувалась у Відьомській вежі (італ. torre delle streghe), що зберіглась до XXI століття. На північному сході республіка Нолі межувала з Генуезькою республікою, під протекторатом якої Нолі перебувала більшість своєї історії. Країна займала площу 4 км² — 4 кілометри вздовж узбережжя і до 1,5 км завширшки від морського узбережжя в бік гір. У XVIII столітті в ній проживало 1534 мешканці, з яких 1050 проживали в самому Нолі, 184 в Тоссе і 300 в Возе, двох гірських селах, які входили до складу республіки.
Герб і прапор республіки представляв з себе білий хрест зі скороченими кінцями на червоному полі. І герб і прапор були схожі на аналогічні символи Генуї, в яких кольори були замінені своїми місцями. Святим покровителем республіки був святий Євгеній Карфагенський.

### Розвиток

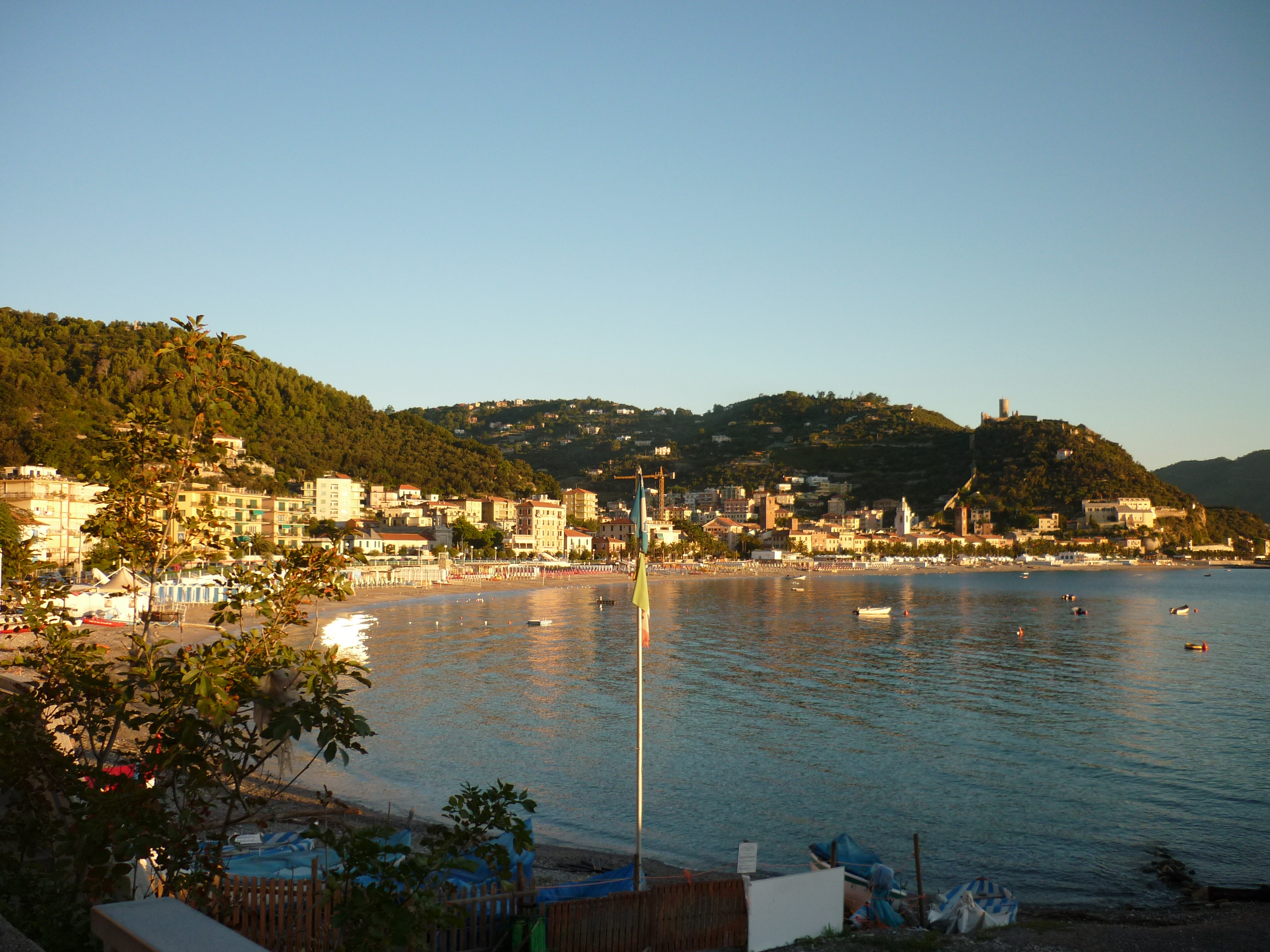
Вид на Нолі

Вже через 10 років після здобуття незалежності, щоб захистити себе від загрози з боку сусідніх Савони та Фінале,  у 1202 році гвельфський Нолі об'єднався з Генуезькою республікою у своєрідний протекторат, в якому, як випливає з тогочасних документів, відносини між обома республіками носили рівний, а не підпорядкований характер. Нолі підтримував Геную у її протистояннях з Пізою у суперництва за домінування в Тірренському морі, і з Венецією у війнах в східному Середземномор'ї. Значення республіки зросло до такої міри, що в 1239 році папа Григорій IX заснував тут єпархію, яка проіснувала до 25 листопада 1820 року, коли вона була приєднана до єпископства Савони. Кафедральним собором республіки був храм Сан-Парагоріо, але в 1572 році кафедру перенесли до Сан-П'єтро-деї-Пескаторі, оскільки він знаходився всередині міських стін і тому перебував у більшій безпеці.

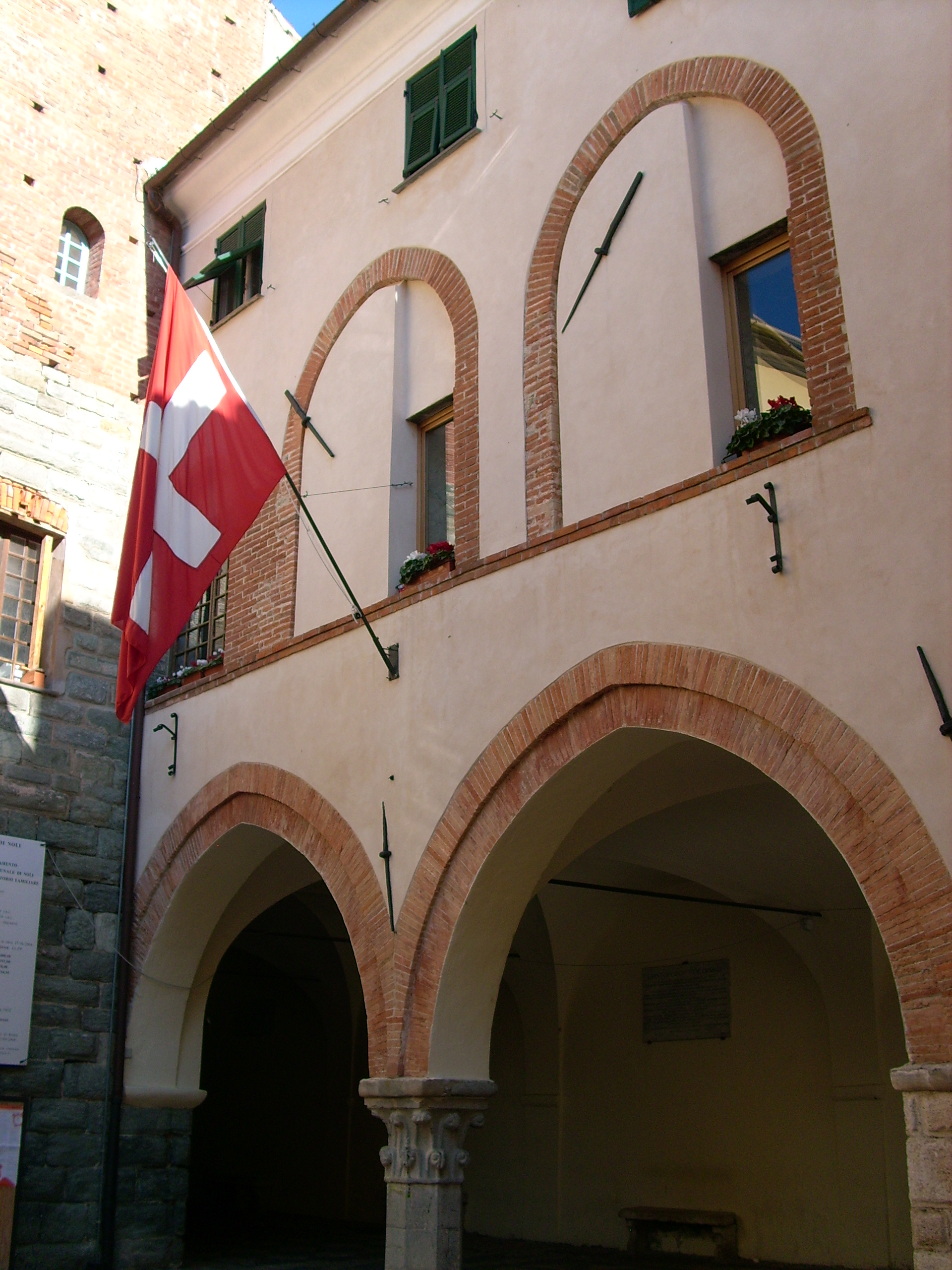
Палац республіки (Palazzo della Repubblica) з історичним прапором республіки Нола. В палаці розміщувався подеста та уряд республіки.

У XIII столітті республіка видала Статути, що складались з чотирьох книг -  публічне, цивільне, кримінальне та адміністративне право. Нолі, на відміну від інших дрібних лігурійських князівств, не карбував власної валюти, обмежившись використанням генуезької. Згідно з думкою історика Луїджі Каорсі причини того, що республіка так і не почала карбувати свою власну валюту слід шукати в обмеженості місцевого ринку і в розумінні жителів Нолі того, що «Суперба» не погодиться на втрату частки повноважень свого монетного двору.
Наприкінці XIV століття почався занепад морської республіки. Під час хрестових походів Нолі відігравав стратегічну роль зручно розташованого для французьких хрестоносців природного порту (Нолі брав участь у восьмому хрестовому поході з власним прапором, і саме корабель республіки Нолі доставив короля Франції Людовика Святого до Тунісу). Але розмірів населення міста і порту стало недостатньо для утримання великої кількості торгового флоту для конкурування з потужнішими Генуєю та Венецією і це поступово призвело до занепаду морських торгових традицій Нолі. Поступово мешканці Нолі змінили свою діяльність і з багатих торговців перетворилися на рибалок. Занепаду республіки також сприяли постійні суперечки з сусідніми Савоною і Фінале, так само як і напади іспанців та савойців, а також внутрішня боротьба між місцевими родинами та жахливі епідемії.

### Ліквідація республіки
Ліквідація республіки Нолі відбулася після ліквідації Наполеоном Бонапартом незалежності її протектора Генуї. Генуя відмовилася від своєї незалежності в травні 1797 року і 2 грудня 1797 року була скасована незалежность і крихітної республіки Нолі. Цього року була затверджена конституція новоутворена Лігурійська республіка, до складу якої увійшли Генуя і Нолі, однак ця французька клієнтська республіка проіснувала недовго, в 1805 році вона увійшла до складу Першої французької імперії, в 1814 році, наприкінці наполеонівського періоду — до Сардинського королівства і нарешті в 1861 році до складу Італійського королівства.

## Спадщина

### В літературі
Англійське подружжя вчених та мандрівників Едвард і Маргарет Беррі, що проживали з 1891 року у Бордігері, у своїй історико-художній книзі «У західних воріт Італії» виказали свій захват незвичайним республіканським минулим Нолі. Туринський письменник і літературознавець Джузеппе Баретті у своїй "Подорожі з Лондона до Генуї " 1770 року згадав про республіку Нолі, назвавши її політичним дивом через добру систему урядування:
"Я гадав, що Республіка Сан-Марино в Романьї була найменшою за розміром  населення та території з тих держав, що будь-коли потрапляли до підручників з історії та географії, але Нолі ще менша за неї."

### Будівлі часів республіки
- Casa Garzoglio: красивий будинок з вежею XIV століття з лоджіями та вікнами зі стійками.
- Casa Maglio: типовий будинок при вежі XIV століття, що характеризується лоджіями та вікнами зі стійками.
- Замок Монте-Урсіно (XII-XIV століття): побудований родиною Дель Карретто, він приєднаний до міських стін.
- Церква Сан-Парагоріо: перший кафедральний собор (1239–1572).
- Церква Сан-П'єтро-дей-Пескаторі: кафедральний собор з 1572 року.
- Палац уряду: нині місце муніципалітету, з чотирма стрілчастими багатострілковими вікнами та сонячним годинником, тут діяли органи республіки.
- Porta di Piazza (XII ст.): головна брама міста, розташована у другому ряді стін (стін було троє і не менше десяти воріт).
- Порта-торре-дель-Папоне (XIII століття): стародавній арсенал зброї та боєприпасів республіки.
- Порта-Торре Сан-Джованні (1300 рік).
- Муніципальна вежа: 33 метри заввишки, з місцевого зеленого каменю з гібелінськими зубцями.
- Торре-дель-Канто: сьогодні тут зберіглось 8 із 72 середньовічних веж-будинків.
- Торре делла Марина (XIII століття).

## Галерея

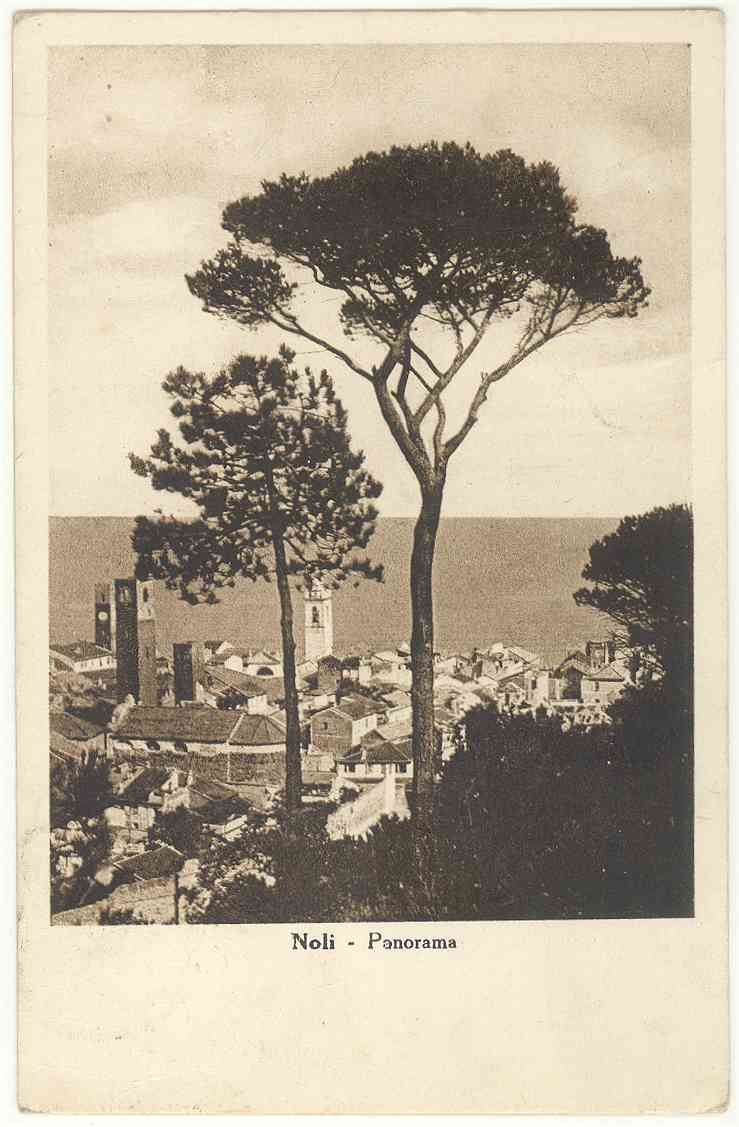
Нолі в 1941 році
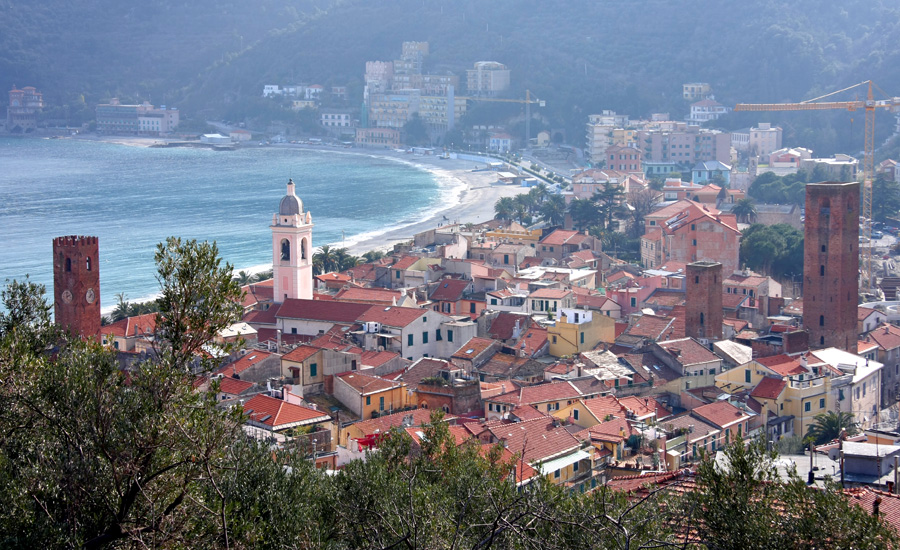
Панорама Нолі
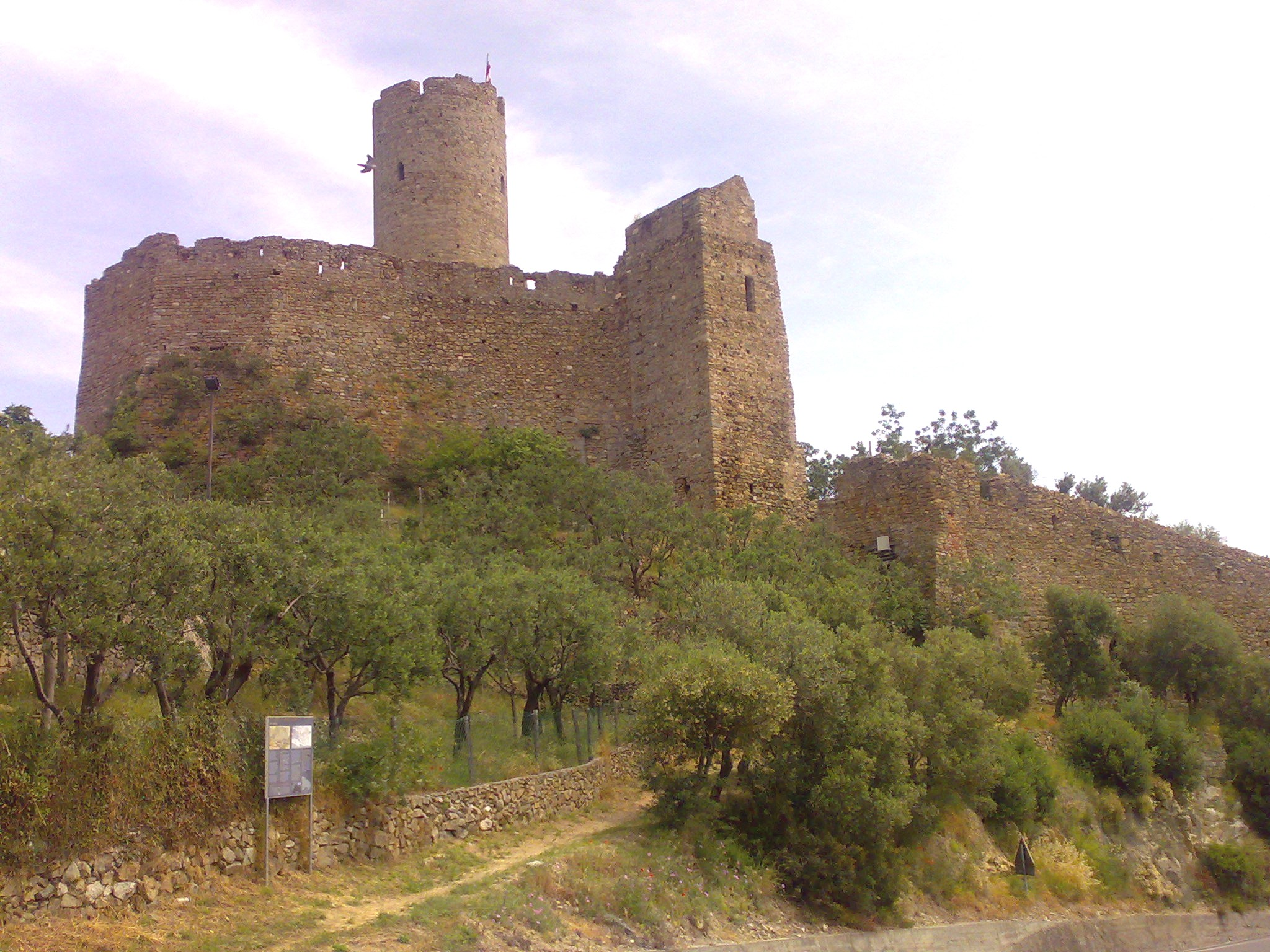
Замок Монте Урсіно
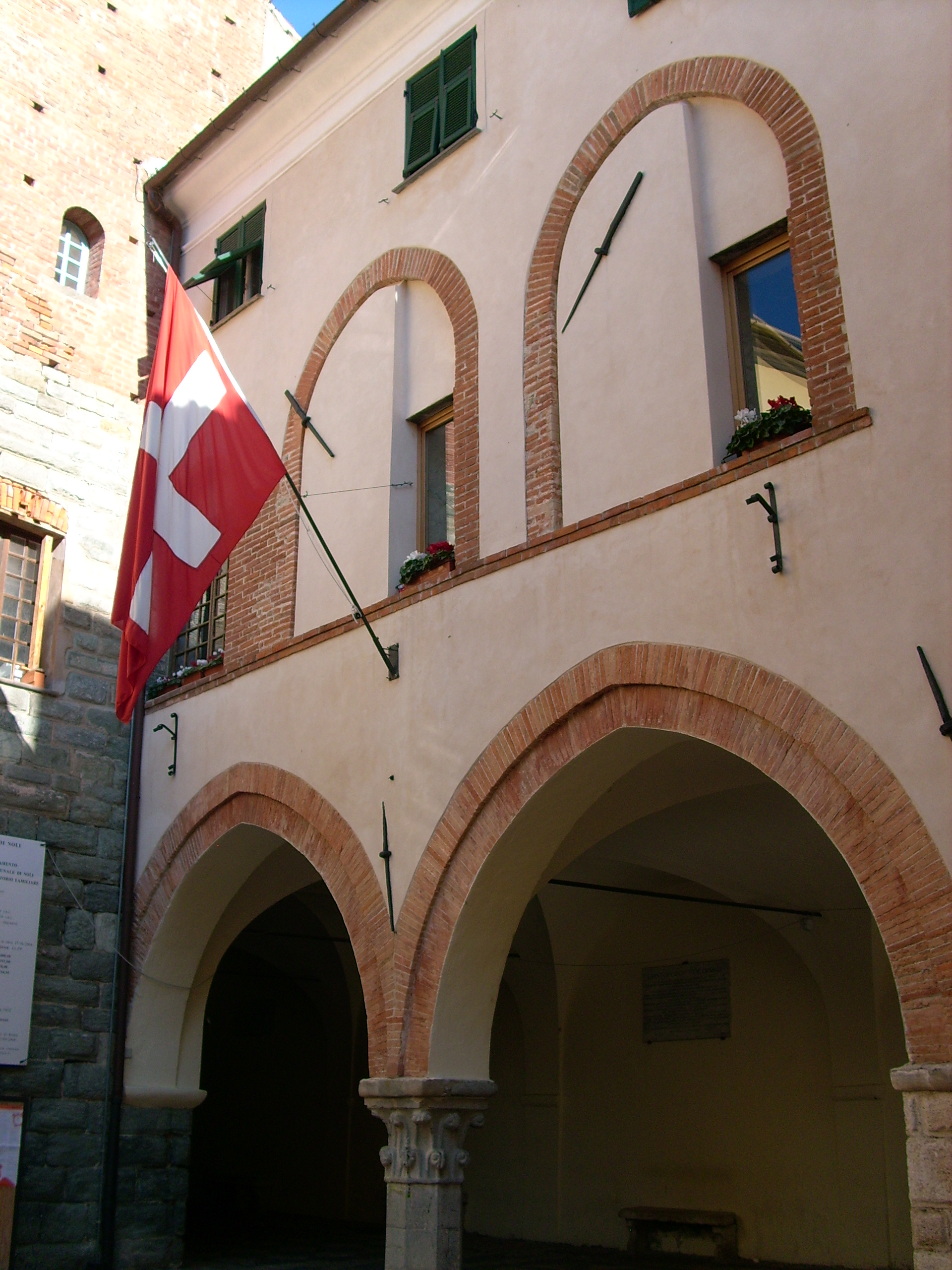
Урядова будівля, муніципальний час
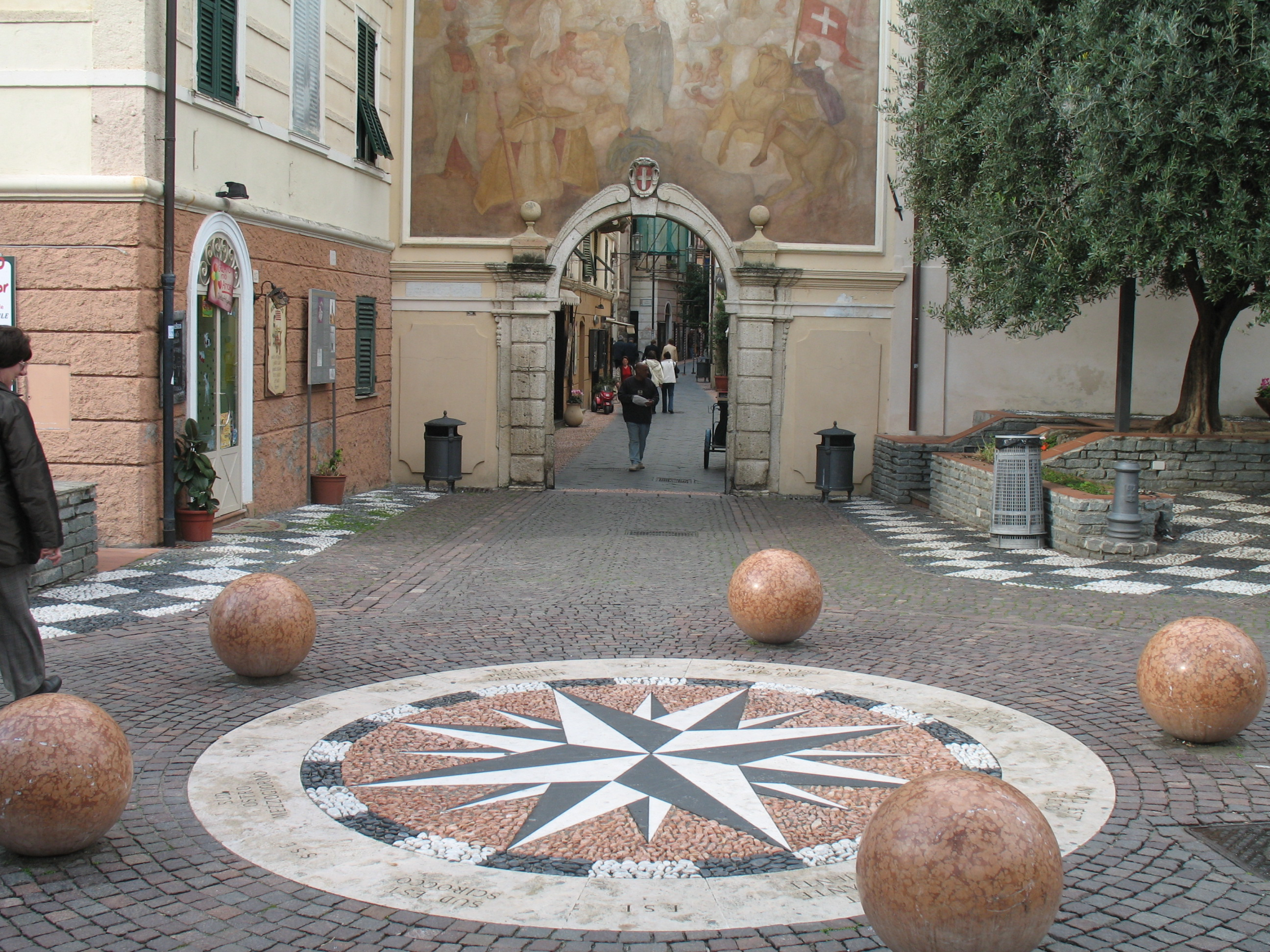
Порта ді Пьяцца
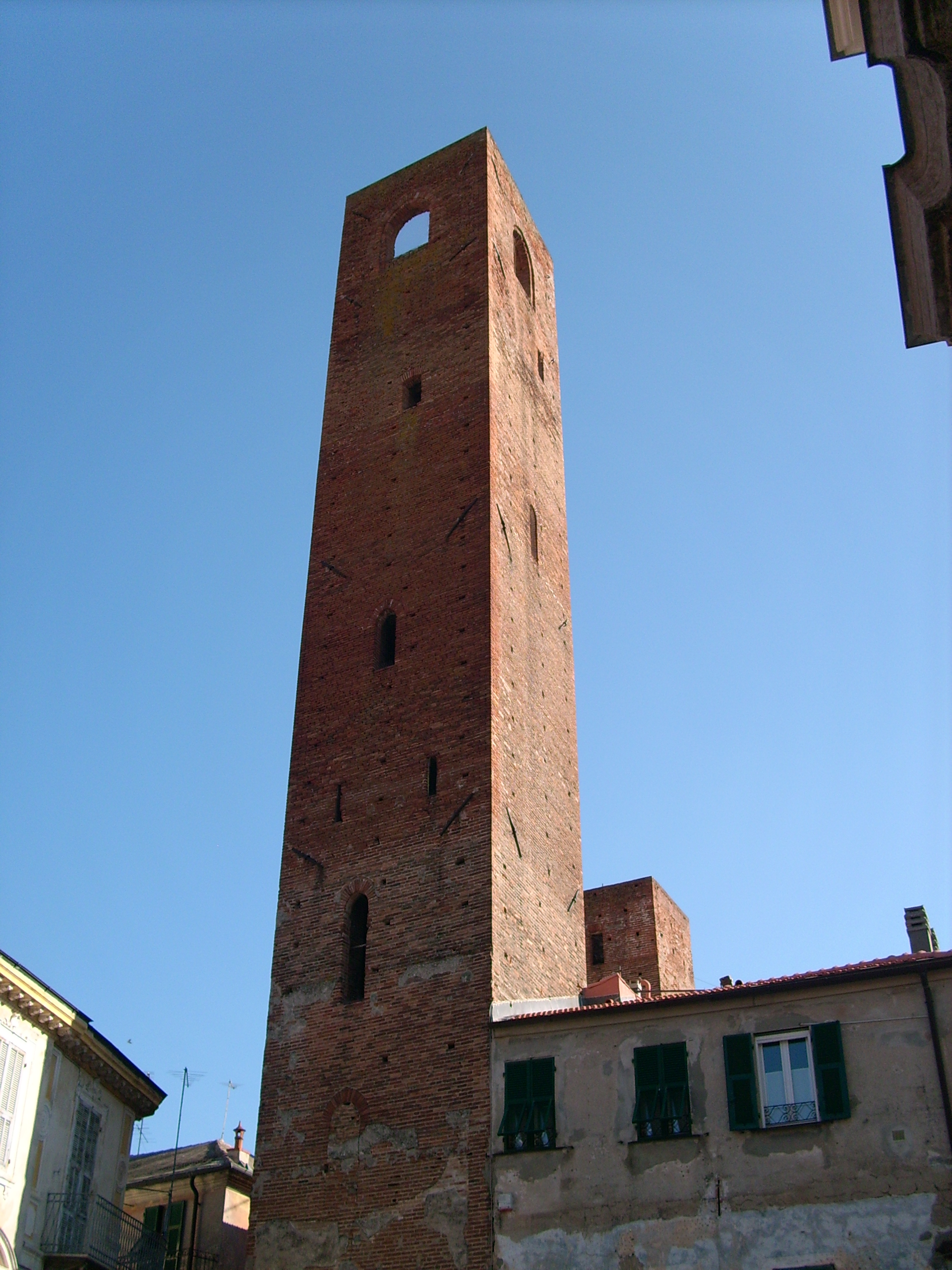
Вежа Нолі
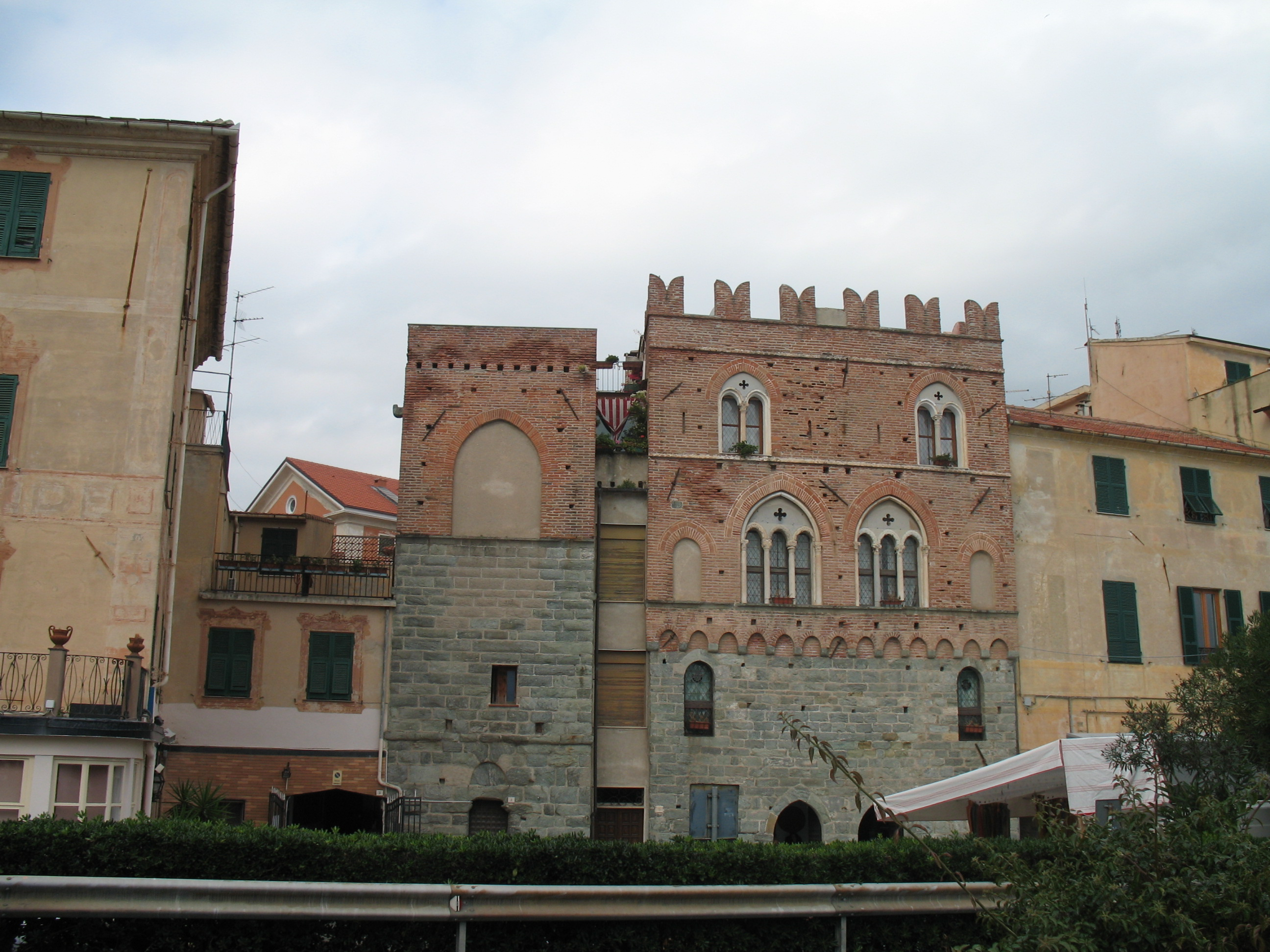
Старовинні палаци